# Luchtvaart in 2025
Deze pagina gaat over het luchtvaartjaar 2025.

## Gebeurtenissen

### Januari
28 januari
- De Boom XB-1 van Boom Technology haalt voor het eerst een supersonische snelheid met mach 1,1.[1][2]
- Een Airbus A321-200 van Air Busan brandt volledig af vlak voor het opstijgen van Luchthaven Gimhae in Busan.[3][4] De 176 inzittenden konden veilig evacueren, zeven personen raakten lichtgewond.[5]

29 januari
- Een Beechcraft 1900 stort neer vlak na het opstijgen in Zuid-Soedan.[6] Slechts een van de 21 inzittenden overleeft het ongeluk.[7]
- American Eagle-vlucht 5342 stort neer boven de Potomac na een botsing met een Sikorsky UH-60 Black Hawk van de United States Army.[8] Niemand overleeft het ongeluk en 67 mensen komen om het leven.[9]

31 januari
- Een medische vlucht met een Learjet 55 stort neer na het opstijgen vanaf Northeast Philadelphia Airport.[10] De zes inzittenden en een persoon op de grond komen om.[11] 24 mensen raken gewond.

### Februari
3 februari
- ITA Airways verlaat SkyTeam als onderdeel van de integratie in de Lufthansa Group.[12][13]

6 februari
- Een Cessna 208B Grand Caravan van Bering Air stort neer in Alaska.[14] De tien inzittenden overleven het niet.[15]

17 februari
- Een Bombardier CRJ900 van Delta Connection vliegt over de kop na de landing op de Internationale luchthaven Toronto Pearson.[16] De tachtig inzittenden overleven het, 21 mensen raken gewond.[17]

25 februari
- Een Antonov An-26 van de Soedanese luchtmacht stort neer in verstedelijkt gebied. De zeventien inzittenden komen om.[18][19] Ook komen zeker 29 mensen op de grond om en raken minstens tien mensen gewond.[20]

28 februari
- Bij Nieuwlande in Drenthe stort een vliegtuigje neer.[21] De twee inzittenden komen om het leven.[22]

### Juni
12 juni
- Air India-vlucht 171, een lijnvlucht van Sardar Vallabhbhai Patel International Airport naar London Gatwick Airport die werd uitgevoerd met een passagiersvliegtuig van het type Boeing 787-8 Dreamliner van Air India verongelukt kort na het opstijgen. 260 mensen komen om het leven.[23]

30 juni
- Oman Air sluit zich aan bij Oneworld.[24]

### Juli
18-20 juli
- De Royal International Air Tattoo wordt gehouden op RAF Fairford in Gloucestershire.[25]